# Ліллях-Руд
Ліллях-Руд (перс. لـله‌رود) — село в Ірані, у дегестані Чіні-Джан, у Центральному бахші, шагрестані Рудсар остану Ґілян. За даними перепису 2006 року, його населення становило 208 осіб, що проживали у складі 56 сімей.

## Клімат
Середня річна температура становить 15,01 °C, середня максимальна – 28,53 °C, а середня мінімальна – 1,35 °C. Середня річна кількість опадів – 1129 мм.
| Клімат поселення                              | Клімат поселення | Клімат поселення | Клімат поселення | Клімат поселення | Клімат поселення | Клімат поселення | Клімат поселення | Клімат поселення | Клімат поселення | Клімат поселення | Клімат поселення | Клімат поселення | Клімат поселення |
| Показник                                      | Січ.             | Лют.             | Бер.             | Квіт.            | Трав.            | Черв.            | Лип.             | Серп.            | Вер.             | Жовт.            | Лист.            | Груд.            |                  |
| Середній максимум, °C                         | 9,71             | 9,94             | 12,12            | 17,44            | 21,63            | 25,78            | 28,53            | 28,48            | 25,75            | 21,29            | 16,65            | 12,44            |                  |
| Середня температура, °C                       | 5,52             | 5,76             | 7,92             | 13,26            | 17,47            | 21,61            | 24,44            | 24,40            | 21,65            | 17,21            | 12,56            | 8,35             |                  |
| Середній мінімум, °C                          | 1,35             | 1,57             | 3,76             | 9,08             | 13,27            | 17,42            | 20,35            | 20,30            | 17,56            | 13,10            | 8,48             | 4,27             |                  |
| Норма опадів, мм                              | 100              | 85               | 82               | 42               | 43               | 34               | 33               | 60               | 136              | 220              | 166              | 128              |                  |
| Середньомісячна швидкість вітру, м/с          | 2.40             | 2.50             | 2.50             | 2.42             | 2.52             | 2.72             | 2.60             | 2.40             | 2.26             | 2.02             | 2.10             | 2.17             |                  |
| Середньомісячна сонячна радіація, кДж/м²·день | 7149             | 9176             | 11094            | 15353            | 19767            | 21589            | 22026            | 18640            | 15154            | 10851            | 8672             | 6710             |                  |
| --------------------------------------------- | ---------------- | ---------------- | ---------------- | ---------------- | ---------------- | ---------------- | ---------------- | ---------------- | ---------------- | ---------------- | ---------------- | ---------------- | ---------------- |
| Джерело:                                      |                  |                  |                  |                  |                  |                  |                  |                  |                  |                  |                  |                  |                  |